# Šim'on Agranat

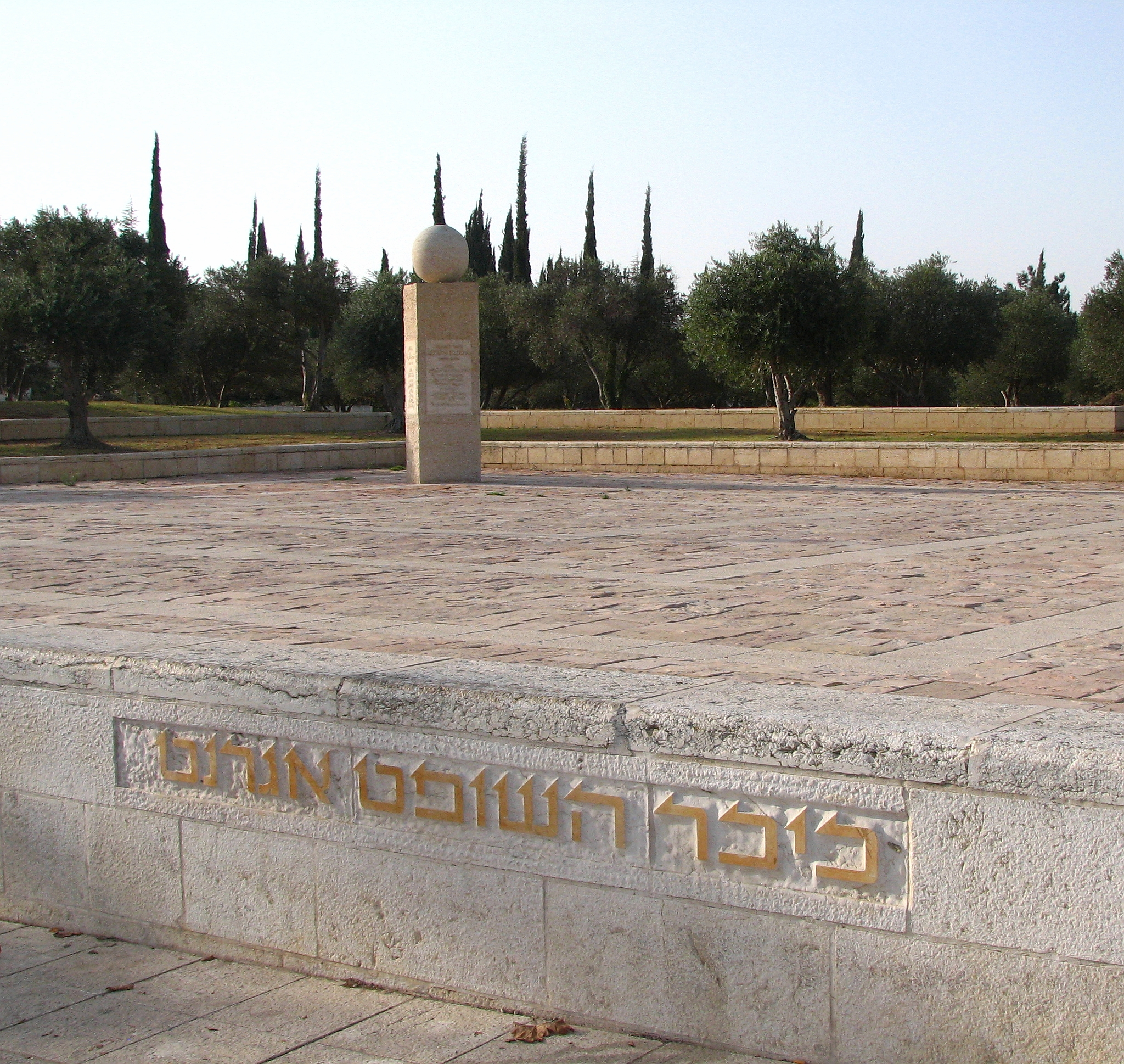
Agranatovo náměstí (Kikar Agranat), Jeruzalém

Šim'on Agranat (hebrejsky שמעון אגרנט‎, 5. září 1906 Louisville – 10. srpna 1992 Jeruzalém) byl v letech 1965 až 1976 předseda Nejvyššího soudu Státu Izrael. V roce 1974 po jomkipurské válce předsedal Agranatově komisi, která po něm byla pojmenována.

## Biografie
Agranat se narodil v roce 1906 do sionistické rodiny v Louisville v Kentucky. Studoval na University of Chicago a později na zdejší právnické škole. Do mandátní Palestiny imigroval v roce 1930 a usadil se v Haifě.

### Právnická kariéra
V roce 1949 byl jmenován soudcem Nejvyššího soudu. Jeho předsedou se stal v roce 1965 a tuto funkci vykonával až do roku 1976, kdy odešel v 70 letech do důchodu. V roce 1974 předsedal Agranatově komisi, která prošetřovala jomkipurskou válku z roku 1973. Nálezy komise vedly k rezignaci premiérky Goldy Meirové, ministra obrany Moše Dajana a náčelníka Generálního štábu izraelské armády Davida Elazara.

### Ocenění
V roce 1968 mu byla udělena Izraelská cena za jeho přínos izraelskému právnictví.

### Památka
Jeho jméno nese prostranství před Nejvyšším soudem.